# Джелинек, Фредерик
Фредерик Джелинек (Frederick Jelinek; 18 ноября 1932, Кладно или Прага — 14 сентября 2010, Балтимор, Мэриленд) — учёный в области теории вычислительных систем, один из пионеров обработки естественного языка и автоматического распознавания речи. 

## Биография
Родился в городе Кладно (Чехословакия). С 1959 по 1962 год преподавал в своём альма-матер — Массачусетском технологическом институте. В 1962 году преподавал в Гарварде, а с 1962 по 1974 год — в Корнеллском университете. До 1993 года Йелинек работал в исследовательском центре IBM имени Томаса Уотсона, где он занимался разработкой применения цепей Маркова для распознавания речи. В 1993 году Йелинек получил профессуру в университете Джонса Хопкинса (Балтимор).
Одной из его крылатых цитат стало выражение
| Каждый раз, когда лингвист покидает коллектив, качество распознавания речи возрастает. Оригинальный текст (англ.)Anytime a linguist leaves the group the recognition rate goes up — Daniel Jurafsky, James H. Martin Speech and language processing, P. 83 |

## Награды и премии
- 2009 — ACL Lifetime Achievement Award[5]
- 2008 — Statutary Prize
- 2001 — Почётный докторский титул в Карловом университете (Прага)[6]
- 1998 — Society Award (IEEE Signal Processing Society)
- 1998 — IEEE Information Theory Society Golden Jubilee Paper Award за работу «Optimal Decoding of Linear Codes for Minimizing Symbol Error Rate»[7]